# بشار جعفری
بشار جعفری (عربی: بشار جعفری؛ زادهٔ ۱۴ آوریل ۱۹۵۶) دیپلمات و نمایندهٔ دائم سوریه در سازمان ملل متحد و از سال ۱۴۰۱ تا سقوط رژیم اسد در دسامبر ۲۰۲۴ میلادی، سفیر سوریه در روسیه بود.

## دیپلمات
بشار الجعفری از اعضای حزب بعث سوریه و دیپلمات‌های باسابقهٔ وزارت امور خارجه سوریه و از نزدیکان به بشار اسد، رئیس‌جمهور سوریه بود.
او از سال ۲۰۰۶ تا ۲۰۲۰ میلادی، نماینده دائم سوریه در سازمان ملل متحد بود و از سال ۲۰۲۰ تا ۲۰۲۲ میلادی، قائم‌مقام وزارت امور خارجه سوریه و از ۲۰۲۲ تا سقوط رژیم اسد در دسامبر ۲۰۲۴ میلادی، سفیر سوریه در فدراسیون روسیه بود.
او در جلسه‌ای در شورای امنیت سازمان ملل متحد که به وضعیت پناهندگان سوری که براثر جنگ داخلی سوریه بی‌خانمان شده بودند، در پاسخ به انتقاد از گزارش آنجلینا جولی از وضعیت پناهجویان گفت: «او بسیار زیباست». بسیاری این واکنش او را به عنوان یک واکنش جنسیت‌زده و به نوعی تضعیف اهمیت موضوع انسانی و حقوق بشری که سفیر ویژه سازمان ملل متحد در امور پناهجویان به آن پرداخته بود، تفسیر کردند.
بشار الجعفری پس از فرار بشار اسد به روسیه گفت: «فروریختن سیستم فساد در عرض چند روز، نشان‌دهنده عدم محبوبیت اجتماعی رژیم و عدم وجود حامیانی در میان ارتش و نیروهای مسلح است. همچنین فرار بشار اسد به شکلی رقت‌بار و شرم‌آور در تاریکی شب و به دور از احساس مسئولیت ملی، درستی تغییر را تایید می‌کند.»

## زندگی خصوصی
بشار جعفری متاهل است و سه فرزند دارد. او به زبان‌های عربی، انگلیسی، فرانسوی و فارسی مسلط است.
دختر بزرگش، شهرزاد مدتی دستیار رسانه‌ای بشار اسد بود.